# Таловая (приток Вербовки)
Таловая (также — балка Долгая или балка Таловая) — река, правый приток Вербовки, протекает по территории Кашарского и Боковского районов Ростовской области России. Длина реки — 16 км, площадь водосборного бассейна — 122 км².

## Описание
Таловая начинается западнее урочища Рубашкин. Генеральным направлением течения реки является север. Около хутора Малаховский впадает в Вербовку на высоте 99 м над уровнем моря.

## Данные водного реестра
По данным государственного водного реестра России относится к Донскому бассейновому округу, водохозяйственный участок реки — Чир, речной подбассейн реки — Дон между впадением Хопра и Северского Донца. Речной бассейн реки — Дон (российская часть бассейна).
Код объекта в государственном водном реестре — 05010300812107000009689.